# Kung Lear (TV-film, 1983)
Kung Lear är en brittisk TV-film. Filmen baseras på Shakespeares pjäs Kung Lear. Den regisserades av Michael Elliott. I huvudrollen var den då 75-årige Laurence Olivier. För sin rollprestation mottog Olivier en Emmy. Detta blev hans sista framträdande i en Shakespeare pjäs. I filmen deltog en mängd större namn, utöver Olivier, såsom John Hurt, Diana Rigg, Leo McKern, Dorothy Tutin, Anna Calder-Marshall och Colin Blakely. Filmen visades i SVT 1985.